# Da Nang

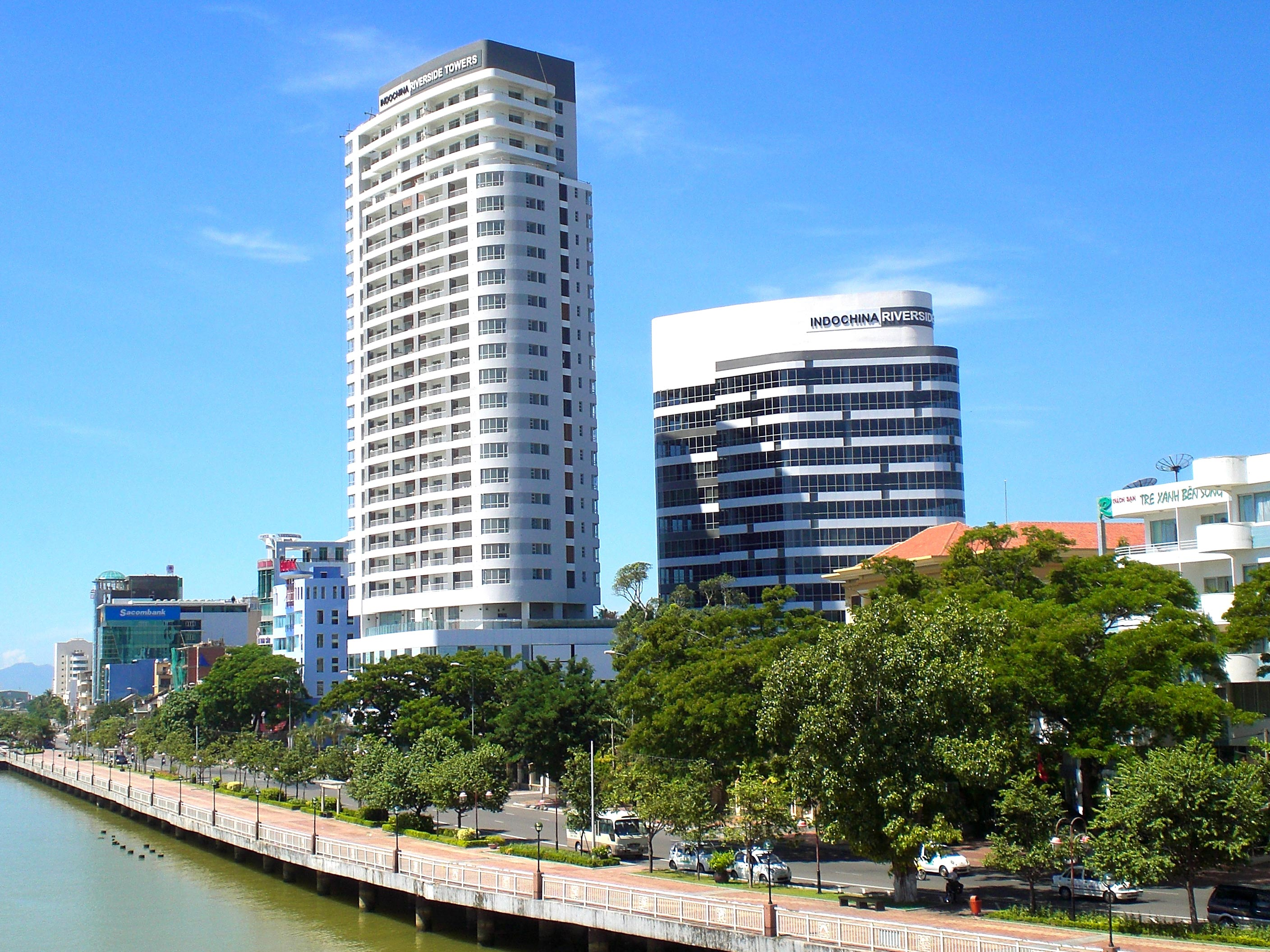
Carrer de Bach Dang a Da Nang

Đà Nẵng és una important ciutat portuària al centre del Vietnam a la costa del Mar de la Xina Meridional. El 2009 tenia 887,069 habitants, essent la quarta ciutat més gran del Vietnam. Està situada prop de diversos indrets Patrimoni de la Humanitat com la Ciutat imperial de Huế, la ciutat de Hội An i Mỹ Sơn.